# Stephen Batman
Stephen oder Stephan Batman (auch Bateman; * in Bruton, Somerset; † 1584) war ein englischer Kleriker, Übersetzer und Schriftsteller.

## Leben
Batman wurde in Bruton, Somerset, geboren und erhielt dort die Grundlage seiner Bildung.
Er ging anschließend nach Cambridge, wo er einen guten Ruf als Gelehrter und Prediger hatte. Es wird angenommen, dass er auch derjenige „Bateman“ war, der 1534 den Titel LL.B. (Bachelor of Laws) erhielt und zu dieser Zeit Priester und Student im sechsten Studienjahr gewesen ist.
Später stellte Erzbischof Matthew Parker Batman als seinen Hauskaplan ein und beauftragte ihn mit dem Aufbau der Bibliothek, welche heute im Corpus Christi College aufbewahrt wird. Batman behauptete, er hätte 6700 Bücher für den Erzbischof zusammengetragen, was möglicherweise eine Übertreibung ist.
Im Jahr 1573 wurde Batman Schuldirektor in Merstham, Surrey. Außerdem war Batman als Doctor of Divinity (Doktor der Theologie) und Pfarrer tätig. Er wurde 1582 Hauskaplan von Baron Henry Carey, Lord Hunsdon (1526–1596). Darüber hinaus residierte Batman eine Zeitlang in Leeds, Kent.

## Werke

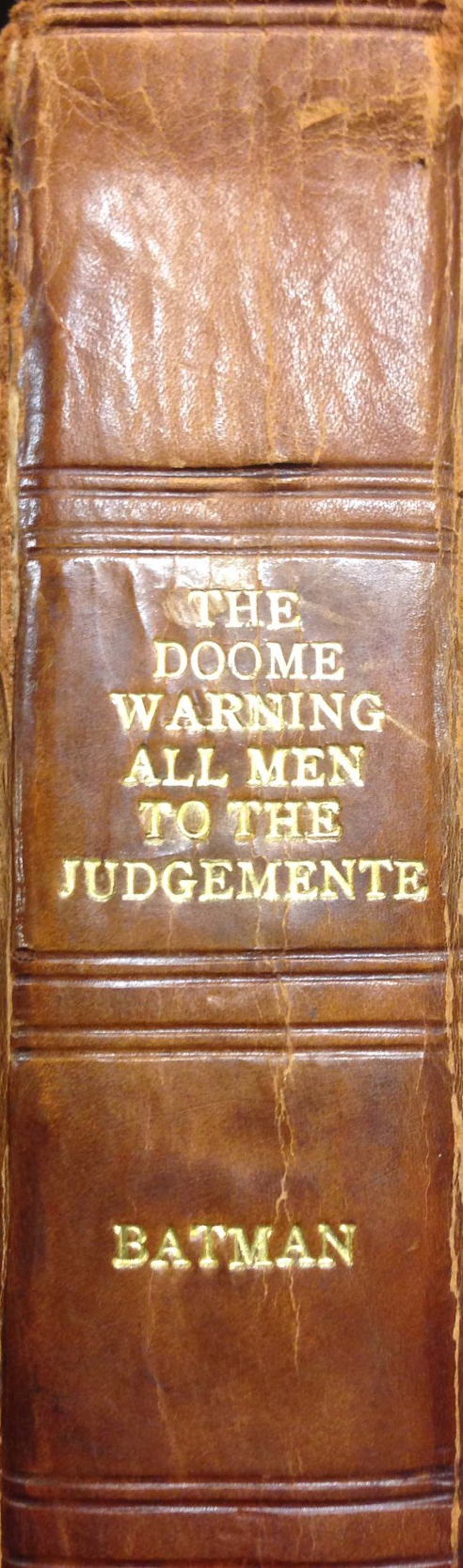
Spine from The Doome warning all men to the Judgemente, 1581

- Christiall Glass for Christian Reformation, treating on the 7 deadly Sinns (London 1569).
- Travayled Pilgreme, bringing Newes from all Parts of the Worlde, such like scarce harde before (London 1569).
- Joyfull Newes out of Helvetia, from Theophr. Paracelsum, declaring the ruinate fall of the papal dignitie: also a treatise against Usury (London 1575).
- The golden booke of the leaden goddes, wherein is described the vayne imaginations of heathen Pagans and counterfaict Christians: wyth a description of their several Tables, what ech of their pictures signified (London 1577).
- Preface to John Rogers' Displaying of an horrible Secte of grosse and wicked Heretiques naming themselves the Family of Love (1579).
- The Doome warning all men to the Judgement: Wherein are contayned for the most parte all the straunge Prodigies hapned in the Worlde, with divers secrete figures of Revelations tending to mannes stayed conversion towardes God: In maner of a generall Chronicle, gathered out of sundrie approved authors (London 1581).
- Batman uppon Bartholome, His Booke De Proprietatibus Rerum; newly corrected, enlarged, & amended, with such Additions as are requisite, unto every severall Booke. Taken foorth of the most approved Authors, the like heretofore not translated in English. Profitable for all Estates, as well for the benefite of the Mind as the Bodie (London 1582).
- Notes upon Richard Robinson's ‘Auncient Order, Societie, and Unitie Laudable, of Prince Arthure and his knightly Armory of the Round Table (1583).
- The new arrival of the three Gracis into Anglia, lamenting the abusis of this present age (London).

| Personendaten    | Personendaten                             |
| ---------------- | ----------------------------------------- |
| NAME             | Batman, Stephen                           |
| ALTERNATIVNAMEN  | Batman, Stephan                           |
| KURZBESCHREIBUNG | britischer Kleriker, Übersetzer und Autor |
| GEBURTSDATUM     | 15. Jahrhundert oder 16. Jahrhundert      |
| GEBURTSORT       | Bruton, Somerset                          |
| STERBEDATUM      | 1584                                      |